# Stanis Ruinas
Stanis Ruinas (Usini, Italia, 11 de febrero de 1899-Roma, Italia, 21 de enero de 1984), nacido como Giovanni Antonio De Rosas, fue un periodista y escritor italiano. 
De orígenes humildes y anarquistas, será uno de los principales exponentes del llamado «fascismo de izquierdas», formando parte de la corriente conocida como «sinistra fascista». Se unió al movimiento fascista en 1924, y durante dos décadas participó como periodista en importantes diarios italianos de la época, tales como "Il Popolo d'Italia" o "Il Resto del Carlino", donde se caracterizó por un tremendo radicalismo y unas ideas marcadamente socialistas y revolucionarias. En 1930 pasó a ser director de "Il Popolo Apuano", el órgano del Partido Nacional Fascista en Massa Carrara. Desde esta cabecera llevó una agresiva campaña contra la banca, los industriales y la burguesía italiana. Las ideas revolucionaras de Ruinas le llevó a enfrentarse directamente con la dirección del PNF en Massa Carrara, a la que este calificó de «aburguesada». Ruinas acusó públicamente a los dirigentes locales de traidores a la revolución fascista, lo cual le valió una breve suspensión de la vida política. A pesar de sus choques entre él y Mussolini, Ruinas siempre lo considerará como el ejecutor de la revolución nacional italiana.
Después del 8 de septiembre de 1943 se incorpora a la República Social Italiana. Tras la guerra funda y dirige la revista Pensiero Nazionale, órgano que reúne a un gran grupo de jóvenes intelectuales y ex fascistas y que fueron llamados "herejes y traidores" por parte del Movimiento Social Italiano.

## Biografía
Giovanni Antonio De Rosas nació el 11 de febrero de 1899 en el seno de una familia desposeída y trabajadora. Desde muy temprana edad despertará interés por los movimientos de carácter revolucionario y obrero, llegando a militar, primero, en los Fasci Anarchici Individualisti, y más tarde en 1922, en La Unión Sarda. Ese mismo año tuvo lugar en Italia, La marcha de Roma, en la que el exdirigente socialista y líder del fascismo Benito Mussolini toma las riendas del país, proclamando la revolución fascista. De Rosas mostró un gran interés por el revolucionario italiano y finalmente un diciembre de 1924 se adhirió definitivamente al fascismo, donde adoptó el seudónimo con el cual ejerció su carrera. Refinado al 1929 trabajó como redactor para el diario romano "El Imperio", periódico del fascismo intransigente, fundado y dirigido por los dos periodistas y escritores futuristas Mario Carli y Emilio Settimelli.
Después del primer cierre del "El Imperio", en el febrero de 1930 fue encargado de la dirección de "El Pueblo Apuano", órgano semanal del Partido Nacional Fascista (PNF) de Masa Carrara. Aquí fundó un "periódico de batalla" (según su propia definición), centrado sobre la propaganda del "estilo fascista", según la línea del PNF entonces conducido por Augusto Turati. Bajo su dirección, "El Pueblo Apuano" dirigió campañas de prensa y realizó feroces críticas hacia los bancos, los comerciantes y la prensa local. Mostró una actitud muy agresiva contra las industriales eléctricas, mientras que contra los industriales locales de mármol dirigió una campaña de persuasión moral, según las directivas de gobierno y partido. Dejó la dirección del periódico en el octubre del mismo año, después de que fuese suspendido del PNF tras un duelo con una industria local de mármol. Sin embargo, él mismo había anunciado su dimisión del PNF local, al que acusó de "conservador" y contrario a la moral revolucionaria del verdadero fascismo. Ruinas llegó a desarrollar su propia línea de pensamiento, llegando a definirse como "comunista no marxista". Ruinas creía que "la idea de que el comunismo no puede aplicarse en la antigua Unión Soviética" y creía que el concepto del materialismo dialéctico de Karl Marx era errónea y que esta había desviado la lucha hacia un verdadero comunismo, el cual, según Ruinas, nacía del socialismo utópico. Basándose en esta teoría, Ruians afirmaba que el verdadero comunismo es lo que realizó Benito Mussolini al construir una nueva Italia mediante una revolución y transformándo lentamente el sistema económico y social italiano al socialismo, siguiendo las mismas estrategias del fabianismo inglés.Pese a que su relación con el régimen pasó por etapas difíciles, llegando incluso a ser acusado por dirigentes locales de ser un marxista encubierto y siendo temporalmente desposeído del carnet del PNF, Ruinas siguió manteniendo su lealtad a Mussolini, al que considerará siempre como el ejecutor de la revolución socialista italiana. Ruinas creía que la revolución fascista debía ser siempre anticapitalista antes que anticomunista, llegando a plantear la idea de una alianza anticapitalista entre fascistas y marxistas, llegando además a tener abiertas simpatía y admiración por Stalin, al que describió como "un verdadero revolucionario a la altura de Mussolini". Ruinas, al igual que muchos de la llamada "sinistra", fue un entusiasta partidario de una alianza Roma-Berlín-Moscú, puesto que consideraba a la democracia liberal y capitalista como el verdadero gran enemigo de la humanidad y los destructores de los valores nacionales y sociales.
En su regreso a Roma, retomó su profesión como periodista en "Imperio de Italia" dirigido de Emilio Settimelli. Descontada la suspensión del partido, volvió a incorporarse al PNF y fue nombrado en mayo de 1931 gerente de la "Corriere Emiliano", diario de la sucursal del PNF en Parma, donde escribió hasta 1933, tras alejarse de la vida periodística para, según fuentes de la posguerra, infiltrarse en cuestiones relacionadas con Oltretorrente (barrio poblar de Parma de tradición antifascista).
Sus anteriores choques con el régimen fascista no fueron olvidados por el partido, por lo que Ruinas fue expulsado por segunda vez del PNF acusado de indisciplinado. Pese a ello, Ruinas siguió manteniendo su lealtad a Mussolini y se reconcilió nuevamente con el régimen tras la publicación de su libro Viaggio per le città di Mussolini, ganador del premio Sabaudia en el 1939, y fue readmitido en el partido ese mismo año.  En los años treinta, Ruinas colaboró con varios periódicos, entre los cuales destacan "Il Resto del Carlino" y el periódico satírico "Il Riccio" de Settimelli. Fue además, corresponsal de guerra en España y en Etiopía, y durante la Segunda Guerra Mundial, en Libia en 1940, y más tarde a Alemania en el 41.
Después del 8 septiembre adhirió a la República Social y se transfirió al Norte, a Venecia, como jefe de la segreteria particular de Vincenzo Lai, amigo y corregionale, comisario del Banco Nacional del Trabajo. Ruinas vio en la socialización de la economía de la República Social Italiana, la última realización de este proyecto. Por esto lanza numerosos llamamientos al proletariado y busca convencer a los guerrilleros comunistas de ponerse del lado de la RSI. Como antiliberal y anticapitalista, acusó a las potencias anglosajonas de ser las responsables del desastre italiano, por lo que llegó a ser financiado por el PCI y por algunos fascistas de Saló por igual.
Al final de la guerra, fue arrestado en el mayo de 1945, pero liberado un mes tarde. Después de la guerra considera que no podía afiliarse a un partido como era el Movimiento Social Italiano, ahora aliado con los capitalistas que habían combatido y colapsado el fascismo. Llegando incluso ser favorable al PCI antes que al MSI y defendiendo nuevamente la idea de que Italia se aliara con el bloque del este.Retomó la actividad de periodista y escritor y fundó la revista "El Pensamiento Nacional", órgano de un pequeño movimiento de la llamada sinistra fascista, donde mantenía posiciones fuertemente antiburguesas, anticapitalistas y antioccidentales, y abogaba por la unidad entre los verdaderos fascistas con los socialistas y comunistas italianos frente a la plutocracia democristiana. 
La revista obtuvo para algunos años financiaciones del Partido Comunista Italiano que intentaba la recuperación de grupos de la sinistra fascista. Ruinas consideraba a Hitler como un "agente secreto del capitalismo", llegando a acusarle de haber sido financiado por Wall Street para sabotear la revolución socialista y le responsabilizaba de ser el verdadero responsable de la desaparición del fascismo.En 1950 será encarcelado de nuevo acusado de instigación a la revuelta armada, tras pedir al PCI y a los fascistas intransigentes un alzamiento contra el gobierno demócrata-cristiano de Alcide De Gasperi, aunque será absuelto. La fallida rebelión fue protagonizada por militantes comunistas y exmiembros de Salò. Finalmente, Ruinas rompió con el PCI a inicios de los años cincuenta, denunciando la línea pactista Palmiro Togliatti. Ruinas seguirá escribiendo en su periódico, El Pensamiento Nacional, donde escribirá en en defensa del cine de denuncia y crítica social y satírica. Ruinas era un gran admirador de los artistas y directores italianos de la época, y entre sus películas favoritas se hallaban La Dolce Vita y Rocco y sus hermanos, y también demostró gran admiración por otros cineastas mucho menos conocidos, entre ellos, Francesco Rosi y emergentes Damiani, Vancini, Olmi, Petri, Gregoretti, Damiani, Vancini. Entre los muchos colaboradores del El Pensamiento Nacional durante este período, se encontraban el lingüista Tullio De Mauro, la ex estrella de los años cuarenta Elsa De Giorgi, pintores y Giulio Turcato Tonino Caputo, el crítico de cine y escritor Alexander Damiani. El Pensamiento Nacional cesó las publicaciones en 1977.
Continuó hasta avanzada edad ejerciendo de escritor, y fue ganador del premio Usini en el 1980. Ruinas fallece en 1984 a la edad de 85 años sin jamás haber renunciado a sus ideas y teorías de la sinistra fascista

## Obras
- Per gli usinesi caduti nella grande guerra. Discorso commemorativo, Sassari, Satta, 1923.
- Figure del fascismo sardo, Roma, Cremonese, 1925 (seconda edizione 1928).
- I deputati sardi aventiniani alla sbarra, premessa della prof. Teresa Labriola, Roma, Editoriale romano, 1925.
- La Sardegna e i suoi scrittori, Foligno, Campitelli, 1927.
- Scrittrici e scribacchine d'oggi, prefazione-stroncatura di Arnaldo Frateili, Roma, Accademia, 1930.
- Volontà in marcia, prefazione di Emilio Settimelli, Roma, Pinciana, 1930.
- Appunti sul problema della stampa fascista. Funzione dei giornali e dei direttori di giornali di provincia, Roma, Cremonese, 1932.
- La montagna. Romanzo, Milano, Rizzoli, 1936.

- Vecchia e nuova Spagna, Milano, Garzanti, 1940.
- Lettere a un rivoluzionario, Venezia, Edizioni popolari, 1945.
- Pioggia sulla Repubblica, Roma, Corso, 1946 (terza edizione ampliata 1979).
- Ursinia, Roma, Corso, 1950.

- L'isola degli ultimi uomini, Roma, Corso, 1982.